# Maud Rise
Maud Rise är en undervattenshöjd i Antarktis. Den ligger i havet utanför Östantarktis. Norge gör anspråk på området.